# Cratere Magnani
Magnani è un cratere sulla superficie di Venere. Deve il proprio nome all'attrice italiana Anna Magnani (1908-1973).